# Torremocha de Jarama
Torremocha de Jarama è un comune spagnolo di 430 abitanti situato nella comunità autonoma di Madrid.